# Evidencialismo
Evidencialismo em epistemologia consiste na ideia de que uma crença só se justifica se ela for suportada por uma evidência. Essa posição foi defendida principalmente por Richard Feldman e Earl Conee. . A ideia de que aquilo que justifica nossas crenças são evidências é bastante intuitiva e foi aceita sem maior discussão na história da filosofia. Mas, segundo esses autores, ela foi desafiada por teorias externalistas da justificação, como a teoria causal da conhecimento  e o confiabilismo de processo (process confiabilism), defendido por  Alvin Goldman . Segundo essa última teoria, aquilo que justifica uma crença é um processo causal que torna a crença confiável. Teorias externalistas da crença se baseiam em casos como os de crenças que atribuímos a crianças pequenas e animais, que não são capazes de as justificar, ou de crenças que muitas vezes possuímos (por exemplo, o número de um telefone) mas que já há muito esquecemos onde as aprendemos e por isso não temos a menor ideia de que evidências internas teríamos para justificá-las.